# Annika Wedderkopp
Annika Wedderkopp (Gentofte, 14 december 2004) is een Deens zangeres en actrice. Als kind was ze te zien in de film Jagten naast Mads Mikkelsen. Wedderkopp behaalde met de singles "Så længe jeg er sexy", "Sammen" en "Blodigt" nummer een hits in de Noorse hitlijst VG-lista en Deense Hitlisten.

## Vroegere leven
Wedderkopp werd geboren in de gemeente Gentofte in 2004 en groeide op in Vejby in Noord-Seeland. Op zesjarige leeftijd werd ze gecast in de Deense dramafilm Jagten, waarin ze liegt dat haar mannelijke leraar (gespeeld door Mads Mikkelsen) haar seksueel misbruikt zou hebben. Hierna had Wedderkopp een kleine rol in de film Man Divided in 2017.
Wedderkopp begon met het schrijven van nummers op zevenjarige leeftijd en nam op twaalfjarige leeftijd deel aan MGP Junior, de junioren versie van Dansk Melodi Grand Prix. Ze nam samen met haar klasgenote Maja Løve Nielsen deel met het zelfgeschreven nummer "Ikke mere". In 2024 verkreeg Wedderkopp haar diploma gymnasium aan het Gribskov Gymnasium.

## Carrière
Wedderkopp begon in maart 2033 met het uploaden van muziek op het sociale mediaplatform TikTok onder haar alias Youngmammi, waardoor ze aandacht wekte van de muziekindustrie. Ze plaatste vooral akoestische covers of zelfgeschreven nummer waarin ze zichzelf begeleidde op een piano. Drie maanden na het afronden van haar gymnasium werd Wedderkopp een platencontract bij Universal  Music  Denmark aangeboden. Op dit label bracht ze haar eerste single "Knuser hjerter" in maart 2024 uit.  Na een paar dagen werd de single het meest geluisterde nummer van Denemarken op Spotify. "Knuser hjerter" haalde de vijfde plaats in de Deense Hitlisten en werd gevolgd door Wedderkopp's debuut ep "Nye tider" in mei 2024.
Haar volgende single "Så længe jeg er sexy" werd een groot succes in zowel Denemarken als Noorwegen. In laatstgenoemde werd het het haar eerste nummer één hit. Wedderkopp's volgende single "Sammen", een samenwerking met de Noorse rapper Marstein, werd zowel in Denemarken als Noorwegen een nummer een hit.
In oktober 2024 won Wedderkopp de Deense muziekprijs P3 Guld in de categorie talent samen met een prijs van 100.000 Deense kronen. De volgende maand won Wedderkopp een prijs tijdens de Danish Music Awards in de categorie 'nieuwkomer van het jaar'. Ze was ook genomineerd in de categorie 'Deense hit van het jaar' voor haar single Knuser hjerter".
Wedderkopp scoorde in februari 2025 in samenwerking met dj Anton Westerling opnieuw een nummer een hit in haar geboorteland met de single 'Blodigt". Het duo bracht het nummer voor het eerst ten gehore tijdens een dj-set van Westerling in het Søpavillonen in Kopenhagen.

## Filmografie

### Films
| Jaar | Titel       | Rol   |
| ---- | ----------- | ----- |
| 2012 | Jagten      | Klara |
| 2017 | Man Divided | Sarah |

## Discografie

### Ep's
| Jaar | Titel     |
| ---- | --------- |
| 2024 | Nye tider |

### Singles
| Jaar | Titel                  |
| ---- | ---------------------- |
| 2024 | Knuser hjerter         |
| 2024 | Nye tider              |
| 2024 | "Så længe jeg er sexy  |
| 2024 | Sammen (met Markstein) |
| 2024 | Luk mig ind            |

### Samenwerkingen
| Jaar | Titel   | Met             |
| ---- | ------- | --------------- |
| 2025 | Blodigt | Anton Westerlin |